# Napoléon Joseph Charles Paul Bonaparte

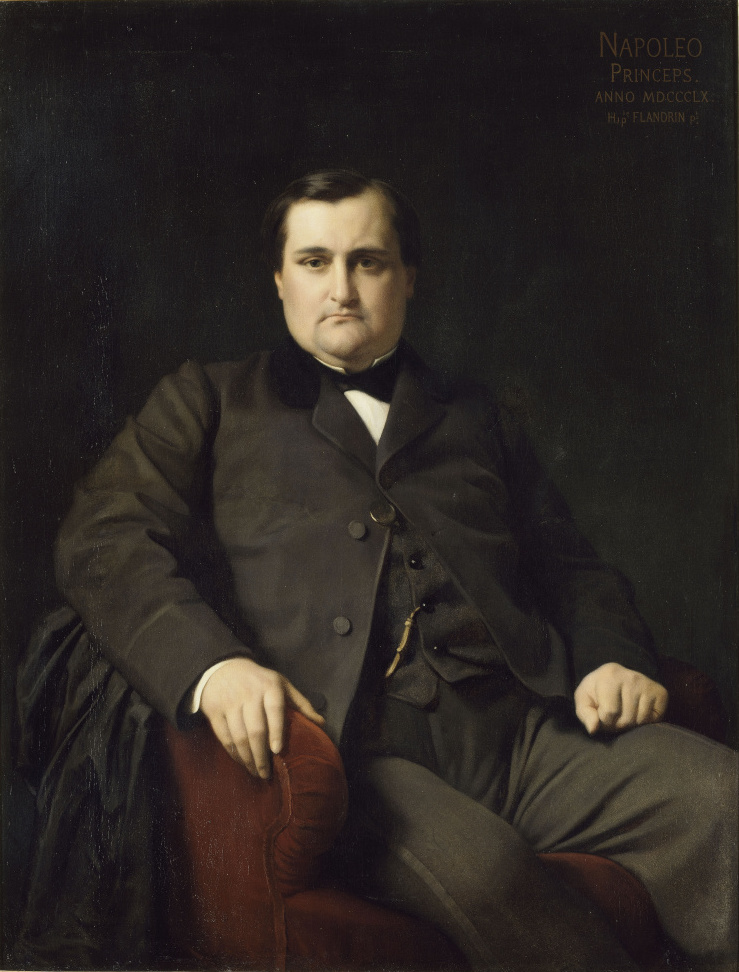
Napoléon Joseph Charles Paul Bonaparte, Porträt von Hippolyte Flandrin, 1860

Napoléon Joseph Charles Paul Bonaparte (* 9. September 1822 in Triest; † 17. März 1891 in Rom), nach seinem Vater auch Napoléon-Jérôme Bonaparte oder Prinz Jérôme Napoléon, bekannter unter seinem Spitznamen „Plon-Plon“, war ein französischer Prinz aus dem Hause Bonaparte sowie General und Politiker im Zweiten Kaiserreich.

## Leben
Napoléon Joseph Charles Paul Bonaparte war der zweite Sohn aus der Ehe Jérôme Bonapartes (1807 bis 1813 König von Westphalen) und Katharina von Württembergs, der Tochter König Friedrichs I. von Württemberg. Von seiner Mutter erhielt er als Baby den Kosenamen „Plon-Plon“, aus dem später ein spöttisch verwendeter Spitzname wurde.
Geboren in Triest etwas über ein Jahr nach dem Tode seines Onkels Napoléon im Exil auf St. Helena, wuchs er an den häufig wechselnden Exilorten seiner Eltern auf: zuerst in Triest, wo die Familie die Villa Necker bewohnte, ab 1823 in Rom, ab 1829 in Porto San Giorgio und ab 1831 in Florenz; er besuchte auch gelegentlich die Heimat seiner Mutter in Stuttgart, wo sein Onkel König Wilhelm I. regierte. 1832 zog er mit seinem älteren Bruder Jérôme Napoléon Charles Bonaparte (1814–1847) nach Ludwigsburg, wo sie die Kriegsschule Ludwigsburg besuchten und als „Prinzen von Montfort“ (einem württembergischen Titel, den ihr Vater nach dem Sturz Napoleons erhalten hatte) wie königliche Prinzen von Württemberg behandelt wurden. Von 1837 bis 1840 war er dann Offizier in württembergischen Diensten. Anders als sein Bruder schied er dann jedoch aus dem Militärdienst aus.
Nach der Februarrevolution 1848 wurde er im April 1848 als 26-Jähriger in Korsika zum Mitglied der französischen verfassunggebenden Nationalversammlung gewählt. Nach der Thronbesteigung seines Cousins Napoleon III. 1852 stellte sich die Frage der Thronfolge; der neue Kaiser war noch unverheiratet und hatte keine ehelichen Kinder, die Geschwister Napoleons I. waren – bis auf den Jüngsten, „Plon-Plons“ Vater Jérôme – alle bereits verstorben und viele Söhne der zweiten Generation auch. Folglich erklärte der Kaiser seinen Onkel Jérôme und dessen Sohn Napoléon-Jérôme zu thronfolgeberechtigten Mitgliedern des Kaiserhauses mit dem Titel Prince français. Deren Nachfahren und seine eigenen künftigen (bis auf den Thronfolger) sollten den Titel Prince/sse Napoléon (ebenfalls mit der Anrede Kaiserliche Hoheit – Altesse Impériale) führen. Von 1852 bis zur Geburt des Kronprinzen Napoléon Eugène Louis Bonaparte (des Prince Impérial) 1856 war somit Jérôme, der zum Präsidenten des Senats ernannt wurde, der potentielle Thronerbe seines kaiserlichen Neffen und sein Sohn „Plon-Plon“ wiederum potentieller Nachfolger seines Vaters. Nach dessen Tod 1860 stand er bis zum Ende des Zweiten Kaiserreichs 1870 in der Thronfolge an zweiter Stelle und wäre im Falle des Todes von Napoleon III. Regent für dessen minderjährigen Sohn geworden.
Aus dem Kaiserhaus ausgeschlossen (und damit auch von diesen Titeln) waren jedoch Napoléon-Jérômes Halbbrüder, die beiden Söhne erster Ehe von Jérôme aus der 1803 geschlossenen und 1807 annullierten Ehe mit Elizabeth Patterson, die allerdings ohnehin in der Heimat ihrer Mutter in Baltimore (USA) lebten. Ferner ausgeschlossen waren die vielen Kinder von Lucien Bonaparte, dem 1804 wegen einer missbilligten Eheschließung in Ungnade gefallenen weiteren Bruder Napoleons I. Von dessen vier überlebenden Söhnen wurden zwar einige ebenfalls Mitglieder der Nationalversammlung und des Senats, doch schienen drei von ihnen wegen ihrer Berufsprofile – Ornithologe, Linguist, Winzer – ungeeignet, außerdem waren ihre Ehefrauen teils einfacher Herkunft. Lediglich der unverheiratete Lucien-Sohn Pierre Napoleon Bonaparte erhielt den Titel Prinz Bonaparte, da der Kaiser – nach dem Vorbild des ersten Napoleon – Heiratskandidaten für internationale Verbindungen im Hochadel benötigte. Doch bereute er diese Entscheidung bald, als Pierre heimlich das Straßenmädchen Éléonore-Justine Ruflin ehelichte, woraufhin er nach Korsika verbannt wurde. Dort sorgte er mit zahlreichen außerehelichen Affären und Gewalttätigkeiten für Skandale.
Der vorerst präsumtive Thronfolger Napoléon-Jérôme wurde Mitglied des Senats sowie Général de Division in der Armee. Als Kommandeur der 3. Division nahm er am Krimkrieg teil und befehligte die Division in der Schlacht an der Alma. Als der Feldzug länger andauerte als geplant, verließ Prinz Napoléon die Truppe. Die Öffentlichkeit bezichtigte ihn deshalb der Feigheit. Der französische Oberbefehlshaber Marschall Canrobert benannte als Grund für die Abreise des Prinzen die Unsauberkeit und Unbequemlichkeit des Lagerlebens.
Ab 1854 ließ er sich in Paris ein Haus im pompejanischen Stil an der Avenue Montaigne 16–18 erbauen. Seine Schwester, die Künstlerin Mathilde Bonaparte, stand dem Kaiser sehr viel näher und wurde zur einflussreichsten Persönlichkeit des Kunst- und Kulturlebens in Frankreich, man bezeichnete sie halb spöttisch, halb bewundernd als „Notre-Dame-des-Arts“.

Marie Clotilde von Savoyen (1843–1911)

Am 30. Januar 1859 heiratete er Marie Clotilde von Savoyen, Tochter des Königs Viktor Emanuel II. von Sardinien-Piemont (des späteren ersten Königs von Italien). Diese Heirat sollte das Bündnis zwischen Kaiser Napoleon III. und Viktor Emanuel festigen, was auch geschah, obgleich die Ehe der frommen 15-Jährigen mit dem über 20 Jahre älteren Schürzenjäger unglücklich war. Im Sardinischen Krieg 1859, der durch die Niederlage Österreichs den Weg zur Einigung Italiens eröffnete, kommandierte Napoléon-Jérôme das französische V. Korps. Napoléon III. gewann durch den Krieg und die Unterstützung des Hauses Savoyen mit dem Vertrag von Turin 1860 das Herzogtum Savoyen und die Grafschaft Nizza für Frankreich.
1860 erbte Napoléon-Jérôme von seinem Vater das Château de Vilgénis, welches er 1865 verkaufte. In Paris logierte das Prinzenpaar in einer Wohnung im Palais-Royal, doch zog sich der Ehemann mit wechselnden Mätressen oft in sein Haus in der Avenue Montaigne zurück, die Sorge seiner Frau hingegen kreiste um sein Seelenheil, die gemeinsamen Kinder und ihre zahlreichen mildtätigen Werke. Da Napoléon-Jérôme dem Bestand der Herrschaft seines Cousins Napoleon III. nicht traute, erwarb er 1859 in der Schweiz die Domäne La Bergerie in Prangins am Genfer See. Sie hatte bereits von 1814 bis 1827 seinem Onkel Joseph Bonaparte, dem älteren Bruder Napoleons I., als Zubehör zu dessen Exilsitz Schloss Prangins gehört. Ab 1862 ließ sich Prinz Napoléon-Jérôme dort die prachtvolle Villa de Prangins errichten, die er jedoch beim Ende des Kaiserreichs 1870 wieder veräußerte, woraufhin er sich auf einem verbliebenen Teil der Domäne eine neue, bescheidenere Villa La Bergerie de Prangins erbauen ließ. Diese diente ihm und seinen Nachfahren ab 1886 als Exilsitz und befindet sich bis heute im Besitz des Hauses Bonaparte.
1864 bis 1865 war er Mitglied und Vizepräsident des Geheimen Rats. Nach dem Sturz Napoleons III. 1870 wich er zunächst nach Prangins aus. An den gescheiterten Versuchen, Napoleons Regime wiederherzustellen, war er nicht beteiligt. Sein Schwiegervater, der italienische König Viktor Emanuel II., verlieh ihm den Titel eines Grafen von Moncalieri, vor allem um seiner Tochter (und ihm) ein Pseudonym im Exil zu ermöglichen, denn die Erfahrungen der Familie Bonaparte nach dem Sturz Napoleons I. unter der Restauration der Bourbonen waren bitter. Doch nachdem sich die Wogen geglättet hatten, stellte sich heraus, dass die Familie Bonaparte – mit Ausnahme des Kaisers selbst – in der Dritten Republik keiner Verfolgung oder Verbannung ausgesetzt war, sodass Napoléon-Jérôme mit seinen beiden Söhnen 1875 nach Paris zurückkehrte, wo er sich eine Wohnung am Boulevard Malesherbes 86 nahm, während seine Frau mit der gemeinsamen Tochter nach dem Tod ihres Vaters 1878 zurück in ihre Heimat im Piemont zog.

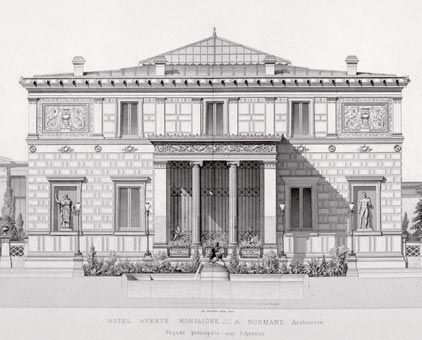
Haus Avenue Montaigne 16–18, Paris
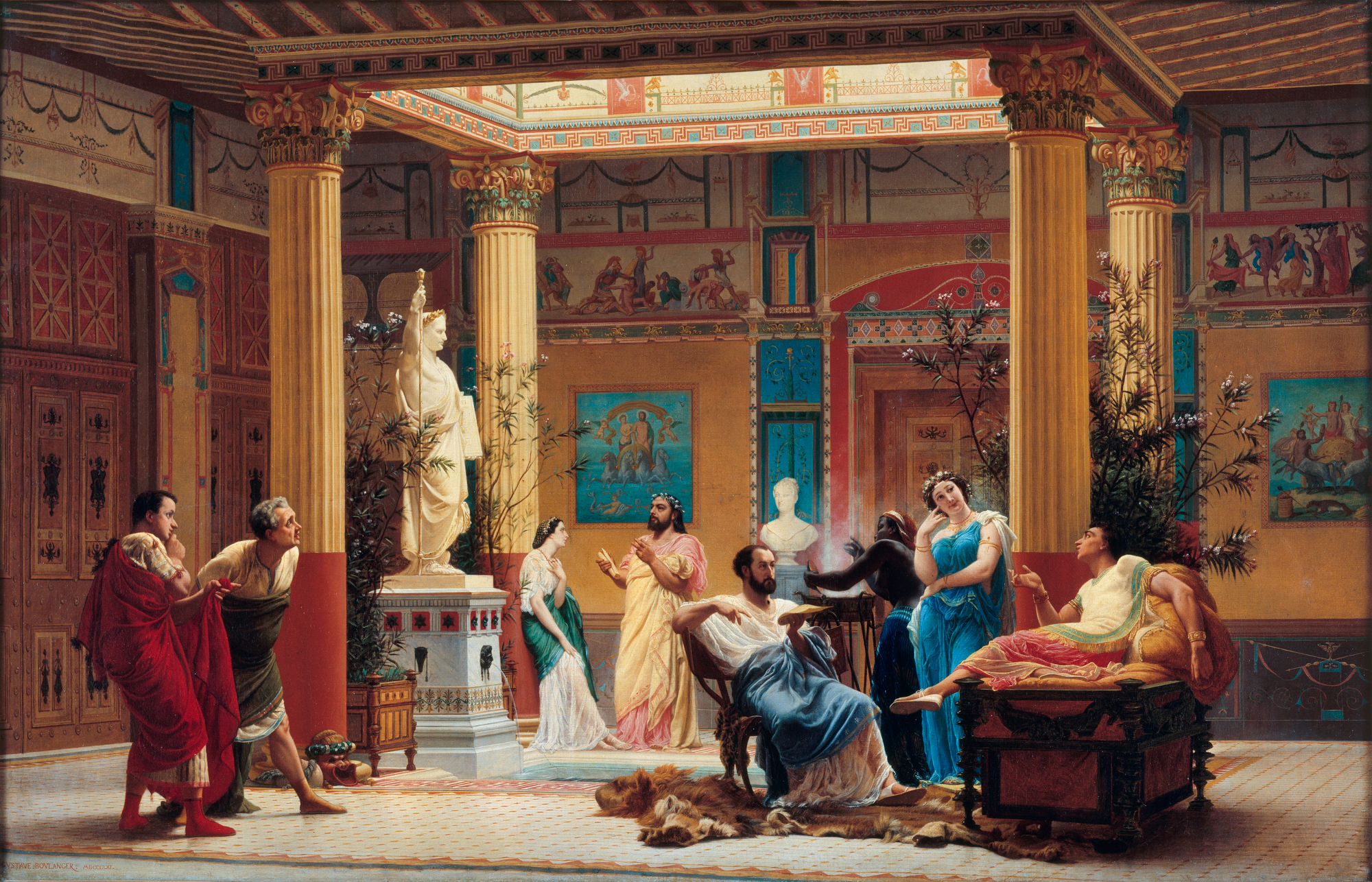
Theateraufführung im Atrium des Hauses Avenue Montaigne, 1861
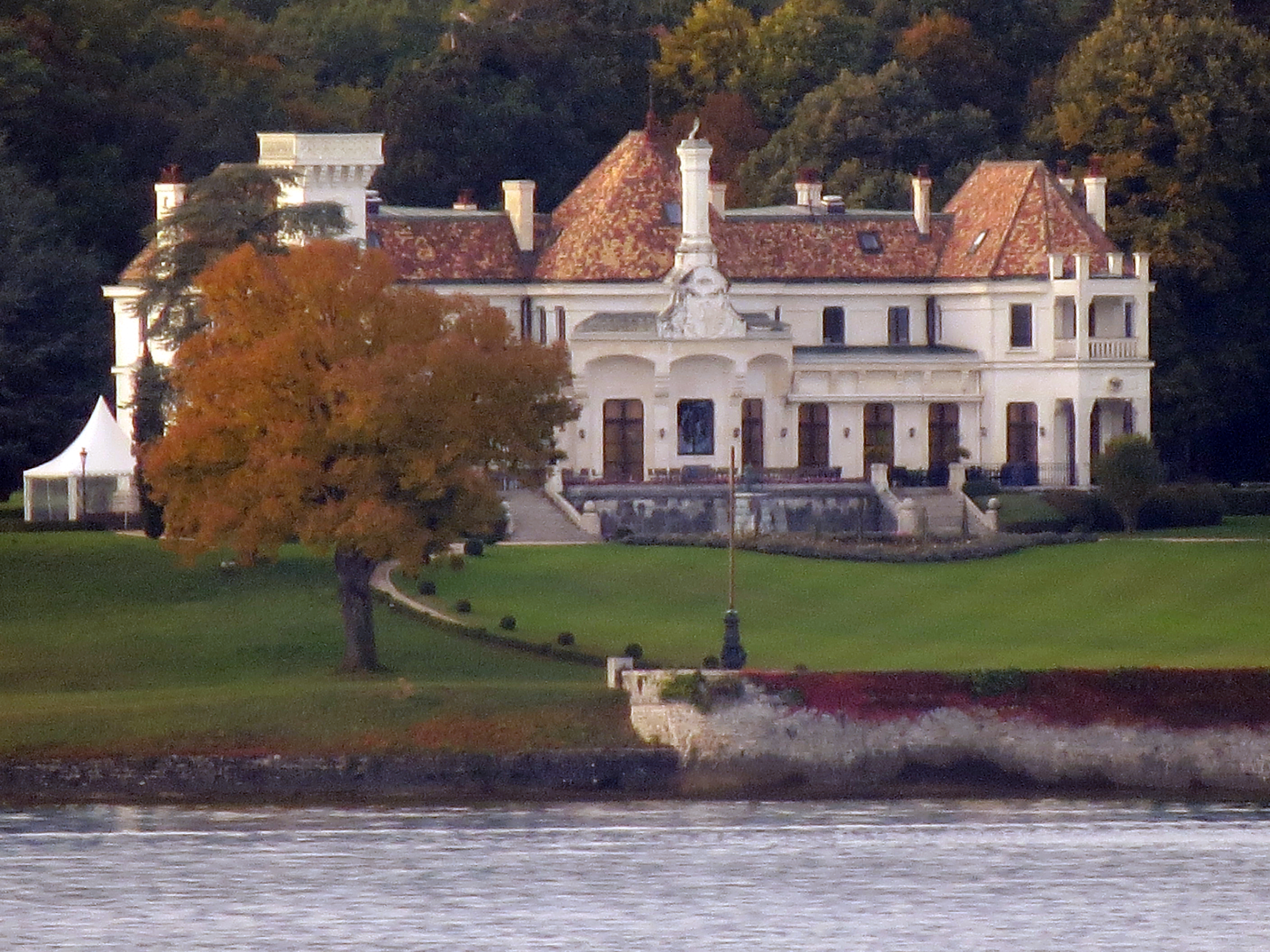
Villa de Prangins
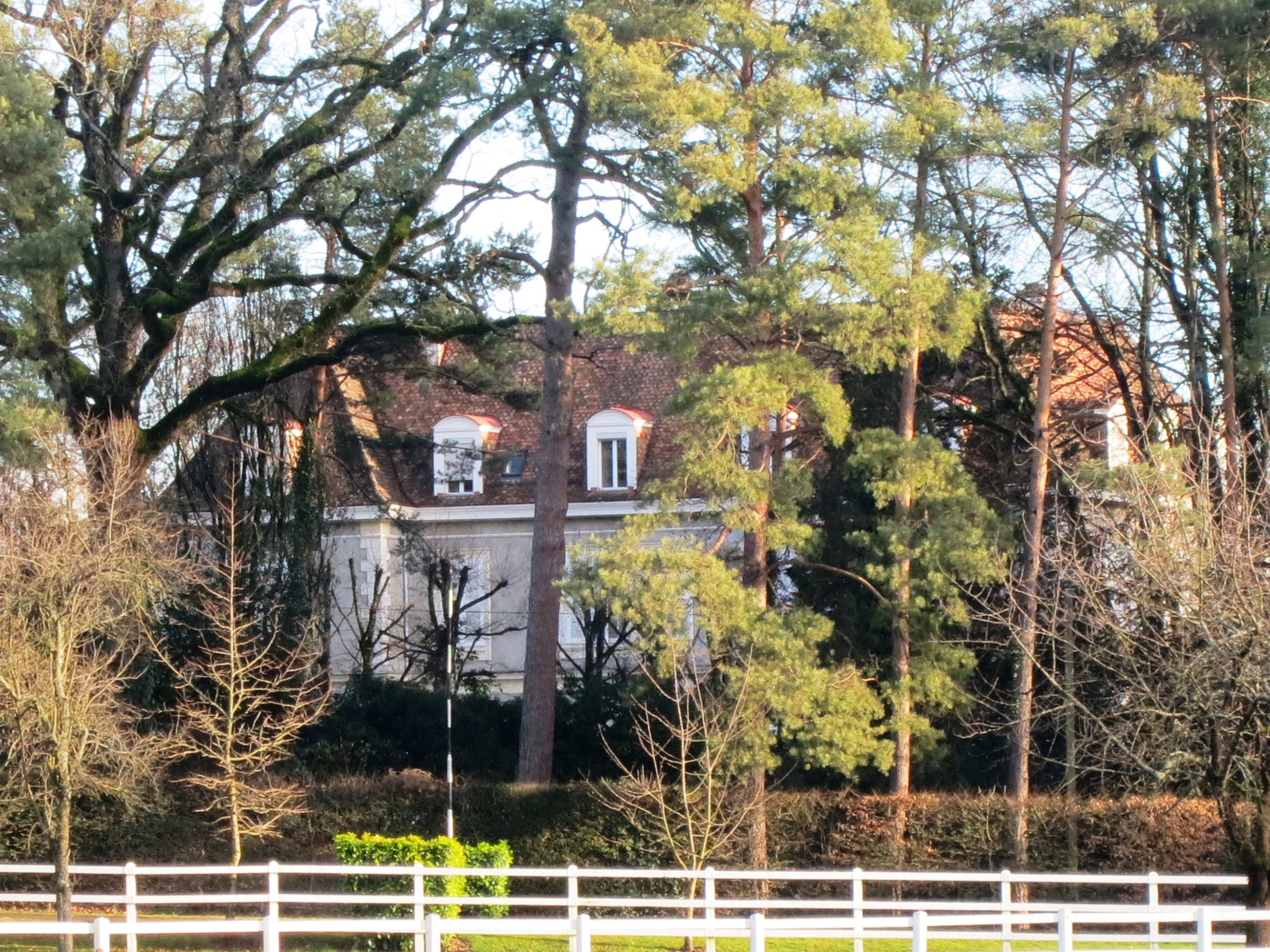
Villa La Bergerie de Prangins
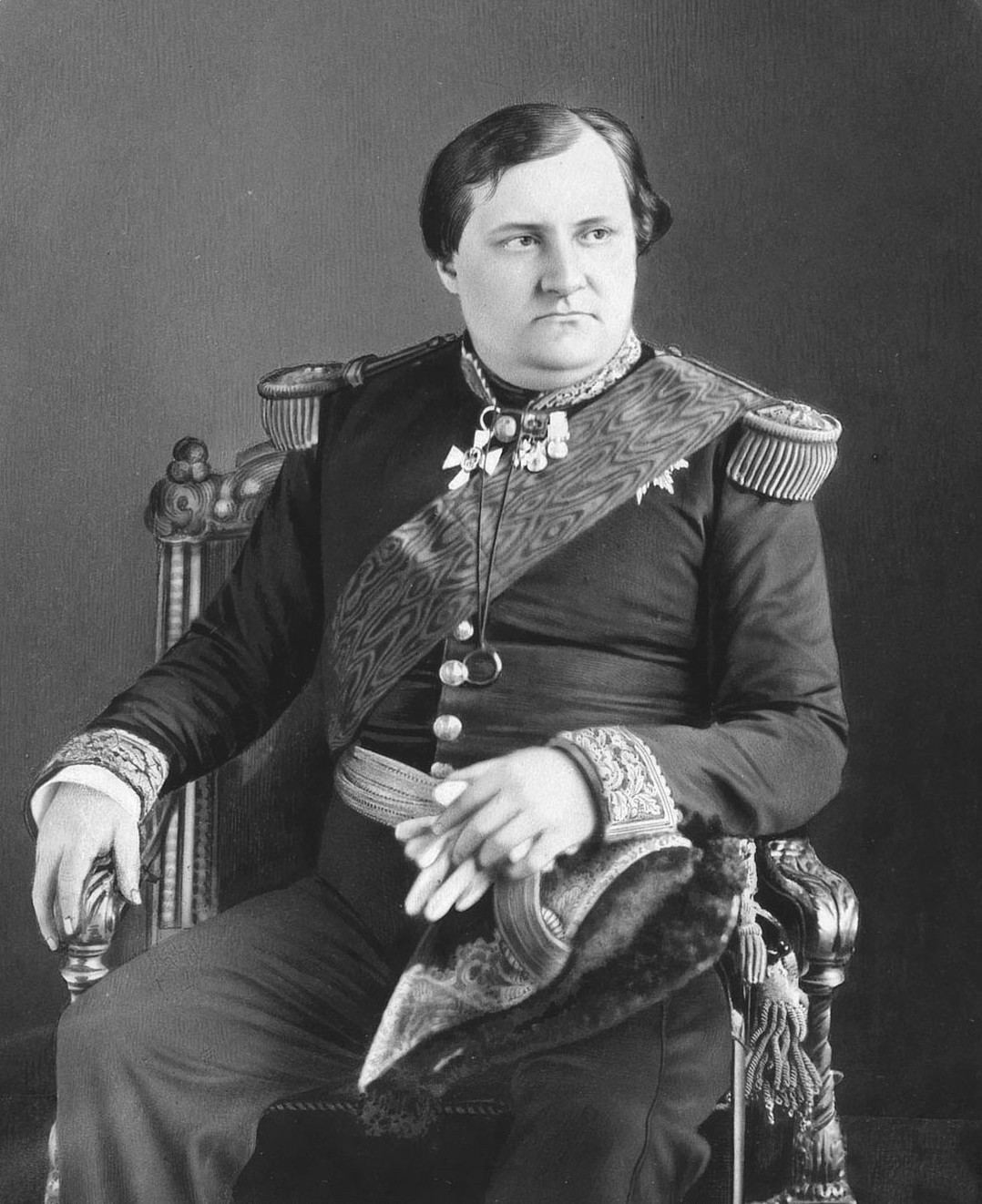
Um 1875

1876 wurde der Prinz in die Deputiertenkammer gewählt. Nach dem Tode Napoléon Eugène Louis Bonapartes, des Sohnes Napoleons III., im Zulukrieg (1879) wurde er dynastisches Oberhaupt und Thronprätendent der Familie Bonaparte, doch hatte der verstorbene Kronprinz in seinem Testament den Wunsch geäußert, seine Nachfolge möge sein Cousin Victor, der älteste Sohn Napoléon-Jérômes, antreten. Die beiden etwa gleichaltrigen Prinzen waren gemeinsam aufgewachsen und der Kronprinz hatte den Antiklerikalismus und die Persönlichkeit von Napoléon-Jérôme missbilligt. Am 16. Januar 1883 wurde Prinz Napoléon-Jérôme in Paris kurzzeitig festgenommen. Er hatte eine Volksabstimmung zugunsten seiner Thronansprüche gefordert. Anschließend beschränkte er sich darauf, eine Präsidentschaftskandidatur in der Republik anzustreben.

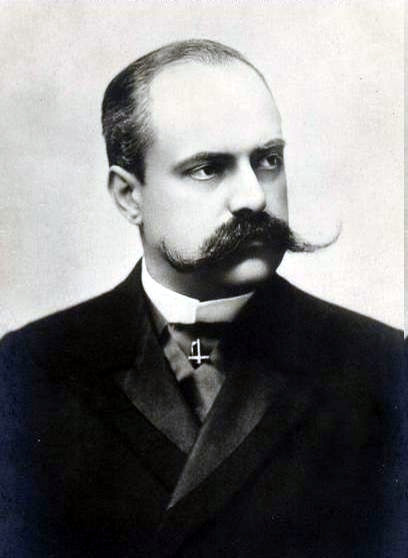
Der Sohn Victor Napoléon (1862–1926)

1884 kam es zu einem Zerwürfnis mit seinem Sohn Victor, den die Bonapartisten als Thronprätendenten ihm vorzogen. Während Napoléon-Jérôme – im Exil aufgewachsen – die Wiedereinführung des Kaisertums von einer Volksabstimmung abhängig machte und den eher linken, den Republikanern näherstehenden Flügel der Bonapartisten anführte, repräsentierte Victor – im Glanz der „goldenen“ Kaiserzeit aufgewachsen – die Überzeugungen des rechten, imperialistischen Flügels, der eher den legitimistischen und klerikalistischen Positionen der Bourbonen-Royalisten ähnelte. Doch hielt sich der erst 22-jährige Victor, zur Enttäuschung seiner Anhänger – darunter vielen entmachteten höheren Beamten des Zweiten Kaiserreichs – mit politischem Aktivismus zurück. Als das Parlament 1886 das Loi d'exil erließ, wodurch alle potenziellen Thronanwärter – auch die des Hauses Orléans – aus Frankreich verbannt wurden, begab sich Napoléon-Jérôme ins schweizerische Prangins, während Victor nach Brüssel ins Exil ging, wo er 1910 eine belgische Königstochter heiratete – in einer Liebesehe, die sie erst ein Jahr nach dem Tod ihres Vaters schließen durfte. Das Exilgesetz wurde erst 1950 aufgehoben.

## Nachfahren
Aus der 1859 geschlossenen Ehe mit Marie Clotilde von Savoyen stammten drei Kinder:
- Victor Bonaparte (Napoléon Victor Jérôme Frédéric), Prince Napoléon (1862–1926), Chef des Hauses und Prätendent, verheiratet mit Prinzessin Clementine von Belgien. Er lebte im Exil in Brüssel und Prangins. 1924 schenkte er die Maison Bonaparte in Ajaccio/Korsika dem französischen Staat, aus dem er verbannt war. Victors Ehe entstammten zwei Kinder:
  - Clotilde Bonaparte (1912–1996), princesse Napoléon; ⚭ 1938 Graf Serge de Witt (1891–1990) und
  - Louis (1914–1997), prince Napoléon; ⚭ 1949 Alix comtesse de Foresta (* 1926). Deren Sohn
    - Charles (* 1950); ⚭ 1978 Béatrice Prinzessin von Bourbon-Sizilien (* 1950), deren Sohn
      - Jean-Christoph (* 1986); ⚭ 2019 Olympia Gräfin von und zu Arco-Zinneberg, deren Sohn
        - Louis Charles Riprand Victor Jérôme Marie Napoléon, (* 2022) führen die Dynastie weiter.
- Louis Bonaparte (Napoléon Louis Joseph Jérôme), Prince Napoléon (1864–1932), russischer General, Gouverneur von Eriwan, ohne Nachfahren
- Letizia Bonaparte (1866–1926), ⚭ Amadeus von Savoyen (1845–1890), Ehefrau des ehemaligen Königs Amadeus I. von Spanien